# معدل فائدة متغير
معدل فائدة متغير يشير معدل الفائدة المتغير، والمعروف أيضًا باسم سعر الفائدة المتغير أو القابل للتعديل، إلى أي نوع من أدوات الدين، مثل القرض أو السند أو الرهن العقاري أو الائتمان، الذي لا يحتوي على معدل فائدة ثابت على مدى عمر الأداة.

## نبذة
تتغير أسعار الفائدة المتغيرة عادةً بناءً على المعدل المرجعي (معيار لأي عامل مالي، مثل مؤشر أسعار المستهلك). أحد أكثر الأسعار المرجعية شيوعًا لاستخدامها كأساس لتطبيق أسعار الفائدة المتغيرة هو السعر المعروض بين البنوك في لندن، أو مصطلح ليبور (المعدلات التي تقرض بها البنوك الكبيرة بعضها البعض).
عادة ما يشار إلى معدل مثل هذا الدين على أنه فارق أو هامش فوق السعر الأساسي: على سبيل المثال قد يتم تسعير قرض مدته خمس سنوات بسعر ليبور لستة أشهر +2.50%. في نهاية كل ستة أشهر، سيعتمد السعر للفترة التالية على سعر ليبور في تلك النقطة (تاريخ إعادة معدل الفائدة)، بالإضافة إلى فارق العائد أو فرق الائتمان (سبريد). سيتم الاتفاق على الأساس بين المقترض والمقرض، ولكن يتم استخدام أسعار سوق المال لمدة شهر أو 3 أو 6 أو 12 شهرًا بشكل شائع للقروض التجارية.
عادةً ما تكون تكلفة القروض ذات السعر المتغير أقل من القروض ذات السعر الثابت، اعتمادًا جزئيًا على منحنى العائد. في مقابل دفع سعر قرض أقل، يتحمل المقترض مخاطر أسعار الفائدة: وهي مخاطر ارتفاع الأسعار في المستقبل. في الحالات التي يكون فيها منحنى العائد مقلوبًا، قد تكون تكلفة الاقتراض بمعدلات متغيرة أعلى في الواقع؛ ومع ذلك في معظم الحالات يطلب المقرضون معدلات أعلى للقروض طويلة الأجل ذات السعر الثابت، لأنهم يتحملون مخاطر سعر الفائدة (مع المخاطرة بارتفاع السعر، وسيحصلون على دخل فائدة أقل مما كانوا سيحصلون عليه).
قد تحتوي أنواع معينة من القروض ذات السعر المتغير، وخاصة الرهون العقارية، على ميزات خاصة أخرى مثل الحد الأعلى لمعدلات الفائدة، أو قيود على الحد الأقصى لمعدل الفائدة أو أقصى تغيير في معدل الفائدة المسموح به.

## مثال
يقترض العميل 25000 دولار من أحد البنوك؛ شروط القرض هي (ستة أشهر) ليبور +3.5%. في وقت إصدار القرض، كان معدل الليبور 2.5%. في الأشهر الستة الأولى، يدفع المقترض للبنك فائدة سنوية بنسبة 6%: في هذه الحالة المبسطة 750 دولارًا لمدة ستة أشهر. في نهاية الأشهر الستة الأولى، ارتفع معدل الليبور إلى 4%. سيدفع العميل 7.5% (أو 937.5 دولارًا أمريكيًا) للنصف الثاني من العام. في بداية السنة الثانية، انخفض سعر الليبور الآن إلى 1.5%، وتكاليف الاقتراض 500 دولار للأشهر الستة التالية.
يمكن لخيارات أسعار الفائدة التحوط من سعر القرض المتغير، على سبيل المثال يضمن سقف سعر الفائدة ألا تتجاوز التدفقات النقدية للفائدة المستقبلية للمقترض مستوى معين محدد مسبقًا.